# Амбергер, Христоф
Христоф Амбергер (нем. Christoph Amberger, ок. 1500 — 1561 либо 1562, Аугсбург) — немецкий живописец эпохи Возрождения.

## Биография
Его отец был каменщиком, а дед — резчиком по дереву в Амберге. В 1530 году Амбергер был принят в цех художников Аугсбурга, где он и трудился вплоть до своей смерти. Амбергер изучал живопись у художника и гравера Леонгарда Бека в Аугсбурге. Был женат на его дочери.
Амбергер считается выдающимся художником поколения, следующего за Дюрером и Бургкмайром. В 1530 году Амбергер получил звание мастера, необходимое в Средние века для того, чтобы стать гражданином Аугсбурга и пользоваться всеми гражданскими правами. Перед этим он несколько лет работал в Венеции и на севере Италии.
Главным жанром в творчестве Амбергера был портрет. Сохранился целый ряд изображений его известных и уважаемых современников. Так Амбергер написал многочисленные портреты патрициев Аугсбурга и их жён, портреты Карла V, заложившие основу успеха художника, а также портреты Георга фон Фрундсберга, Конрада Пейтингера, Фуггеров и Вельзеров, известный портрет космографа Себастиана Мюнстера. Амбергер был знаком с Тицианом и, по сообщению Й. фон Зандрарта, был ассистентом великого венецианца, когда тот писал портрет императора Карла (1547—1548).
Самым значительным произведением Амбергера считается алтарь аугсбургского кафедрального собора, созданный в 1554 году после того, как иконоборцами был уничтожен алтарь работы Ганса Гольбейна Старшего. 
Амбергер работал и как график (сохранилось около 30 рисунков, в том числе подготовительные рисунки гробницы Максимилиана I) и декоратор (инсбрукский дворец Хофбург).
В творчестве художника объединились традиции венецианской и аугсбургской живописных школ. В эпоху, когда знаменитые немецкие мастера (Дюрер, Нитхардт, Альтдорфер) сошли со сцены, Амбергер оставался национальным художником, итальянский опыт которого оказал благоприятное воздействие на его развитие. Считается последним немецким художником Ренессанса.

## Галерея
- Портрет космографа Себастиана Мюнстера. Ок. 1545. Картинная галерея. Берлин
- Портрет Карла V. Ок. 1532. Картинная галерея. Берлин
- Мужской портрет. Ок. 1545. Эрмитаж. Санкт-Петербург
- Женский портрет. Ок. 1545. Эрмитаж. Санкт-Петербург
- Портрет Христофа Фуггера. Ок. 1541. Старая пинакотека. Мюнхен